# Gewoon kleimos
Gewoon kleimos (Tortula truncata) is een mossoort uit de kleimosfamilie (Pottiaceae).

## Determinatie
De bladeren zijn omgekeerd eirond spatelvormig. Punt scherp of af en toe afgerond. De seta is 2,5–4(–6) mm lang. Het peristoom ontbreekt. De sporen zijn bolvormig en meten 25–30 µm in diameter.

## Verspreiding
In Nederland komt gewoon kleimos vrij algemeen voor. Het staat niet op de rode lijst en is niet bedreigd. Gebieden waar de soort veel voorkomt zijn bijv. het rivierengebied, het Friese en Groningse kleigebied, op de Brabantse leem, en op de löss- en leembodems in Limburg.

## Fotogalerij

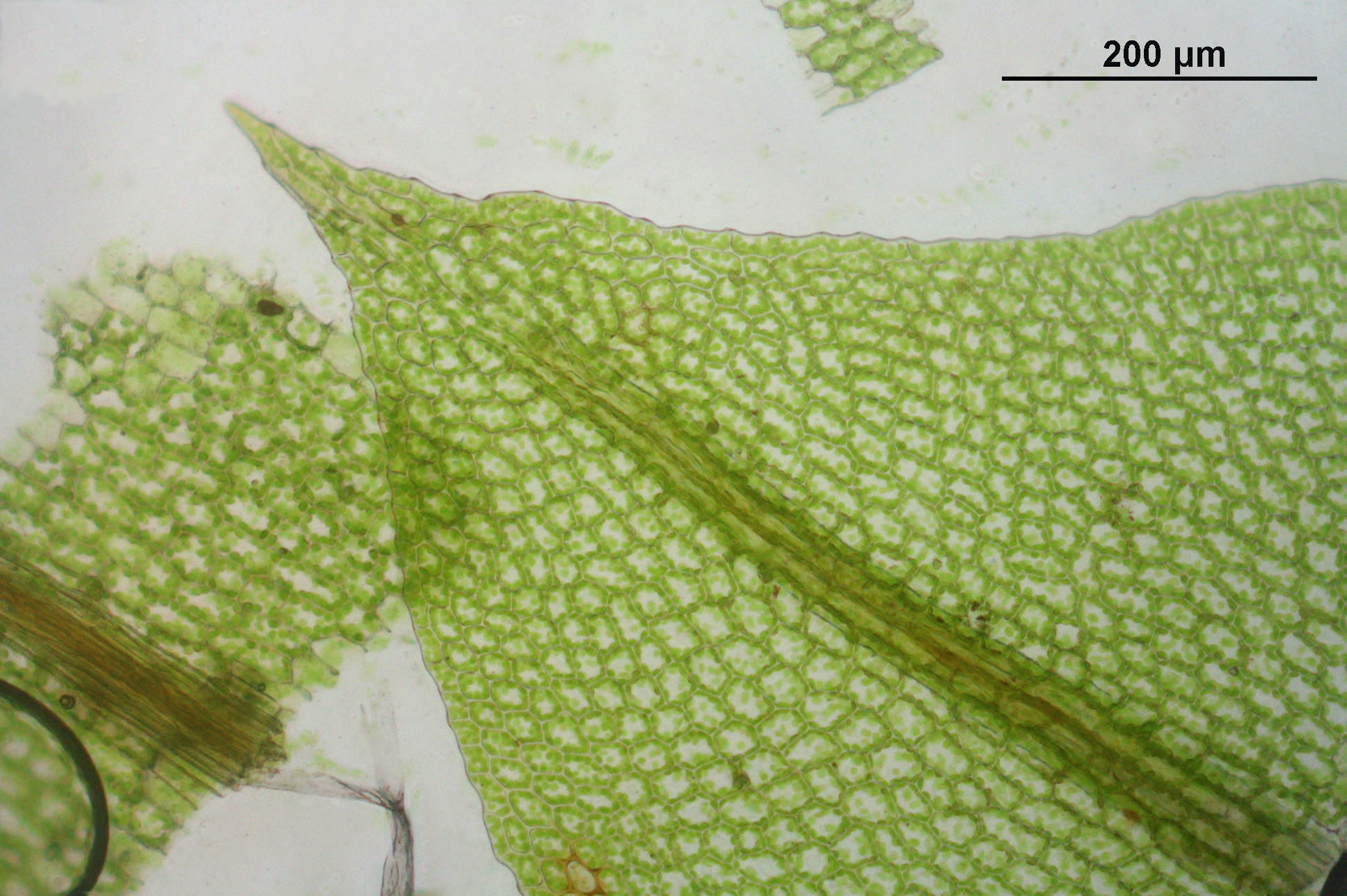
Bladtop
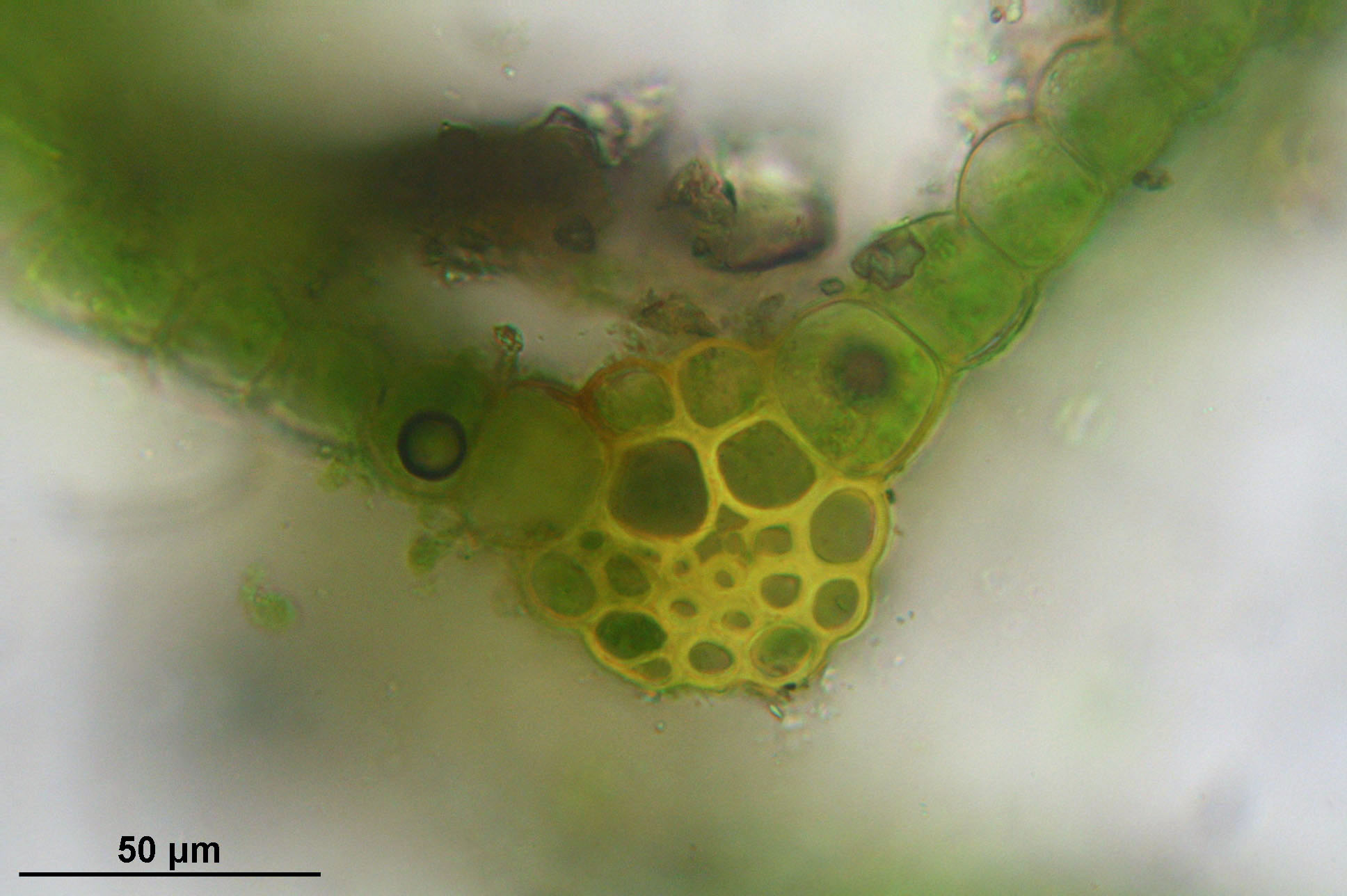
Doorsnede bladnerf
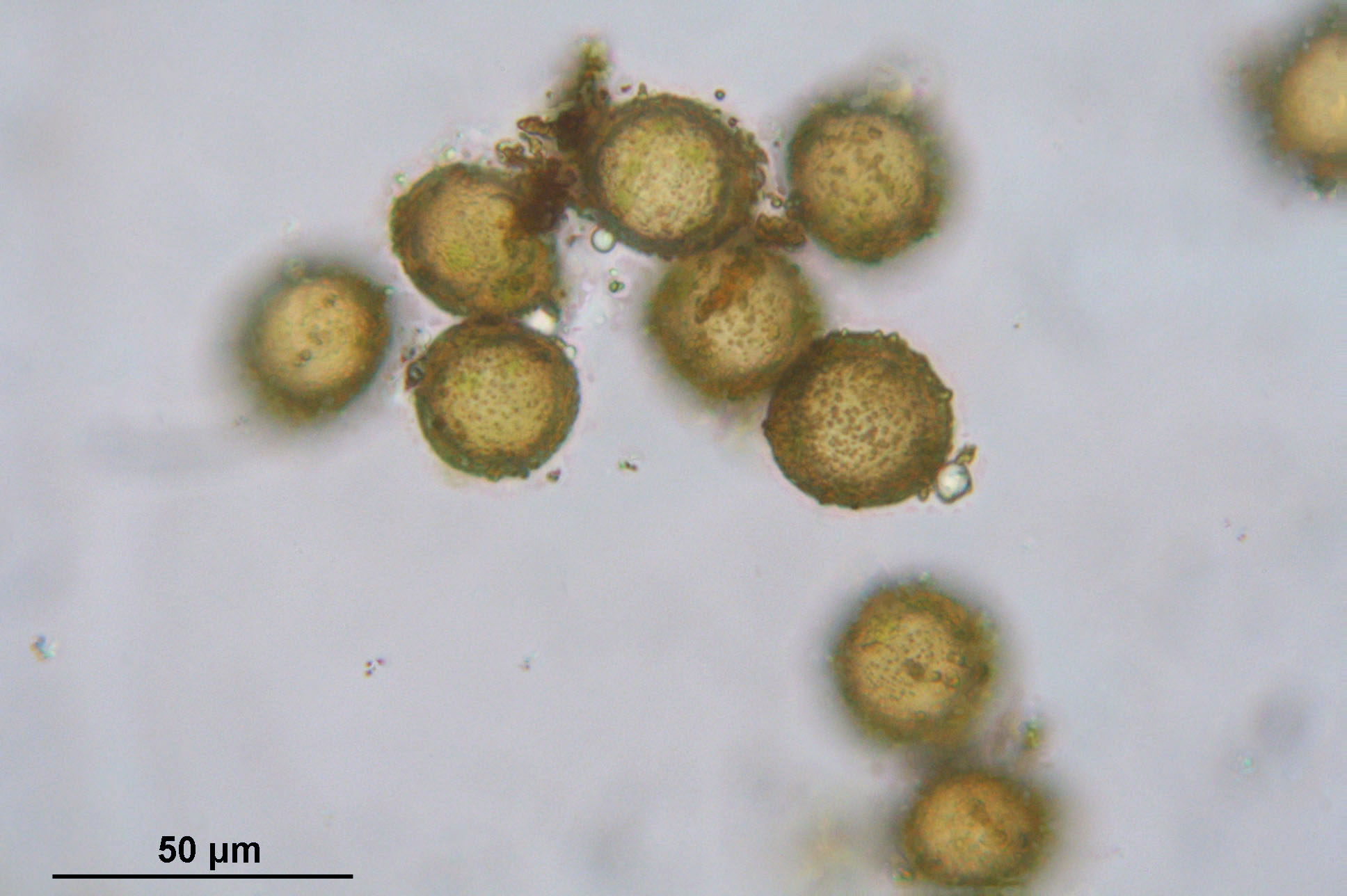
Sporen